# Colombie aux Jeux olympiques d'été de 1996
La Colombie participe aux Jeux olympiques d'été de 1996 qui se déroulent du 19 juillet au 4 août 1996 à Atlanta, aux États-Unis. Il s'agit de sa 14e participation à des Jeux d'été. Elle ne remporte aucune médaille durant cette compétition.